# Mazarredia nigripennis
Mazarredia nigripennis är en insektsart som beskrevs av Deng, W.-a., Z. Zheng och S.-z. Wei 2007. Mazarredia nigripennis ingår i släktet Mazarredia och familjen torngräshoppor. Inga underarter finns listade i Catalogue of Life.